# Муниципальное образование «Куйта»
Куйтинское сельское поселение — муниципальное образование со статусом сельского поселения в
Аларском районе Иркутской области России. Административный центр — село Идеал.

## Демография
По результатам Всероссийской переписи населения 2010 года
численность населения муниципального образования составила 1257 человек, в том числе 610 мужчин и 647 женщин.
| 2010  | 2011  | 2012  | 2013  | 2014  | 2015  | 2016  |
| ----- | ----- | ----- | ----- | ----- | ----- | ----- |
| 1257  | ↘1253 | ↘1218 | ↘1211 | ↘1202 | ↘1166 | ↘1153 |
| 2017  |       |       |       |       |       |       |
| ↘1136 |       |       |       |       |       |       |

## Состав сельского поселения
| № | Населённый пункт | Тип населённого пункта       | Население |
| - | ---------------- | ---------------------------- | --------- |
| 1 | Аршан            | деревня                      | ↗83       |
| 2 | Заречное         | деревня                      | ↗236      |
| 3 | Идеал            | село, административный центр | ↘491      |
| 4 | Куйта            | деревня                      | ↘232      |
| 5 | Малолучинск      | деревня                      | ↘123      |
| 6 | Хигинская        | деревня                      | ↘53       |

### Упразднённые населённые пункты
- Кусковск[9]